# Рошфор-Центр (кантон)
Рошфор-Центр (фр. Rochefort-Centre) — кантон во Франции, находится в регионе Пуату — Шаранта. Департамент кантона — Шаранта Приморская. Входит в состав округа Рошфор. Население кантона на 2006 год составляло 11 537 человек.
Код INSEE кантона 1747. Всего в кантон Рошфор-Центр входят 1 коммун, из них главной коммуной является Рошфор.

## Коммуна кантона
- Рошфор